# John Abele
John E. Abele (Estados Unidos, 1941) é um dos fundadores da Boston Scientific Corp., fabricante de equipamento médico.

## Biografia
Filho de Mannert Lincoln Abele, casado e com três filhos.
Tem casa em Boston, mas passa a maior parte do tempo em Sherburne, Vermont, com a mulher, um cão e um gato.